# 麗都站
麗都站（英語：Rideau Station）是一座位於加拿大渥太華的輕軌車站，是渥太華輕鐵1號線和建設中的3號線的途徑車站。

## 位置
本站設立於麗都街（英語：Rideau St）下方26.5米，為全渥太華最深的地下車站。車站呈東西向佈置，並與麗都街基本平行。

## 历史
麗都站最初於2006年7月的渥太華輕鐵（現2號線）延伸計劃中首次被提起，該計劃中原計劃本站設立於麗都運河河底，並臨近於聯邦廣場。然而該延伸計劃因極具爭議而在同年12月14日以13票對11票通過而被取消。
2011年7月，聯邦政府正式通過1號線建設計劃，麗都站被再次提起。重新定位的麗都站則設立於麗都街地底，以服務麗都中心、拜沃德市場以及市中心圈的遊客。
麗都站於2019年9月14日隨1號線開通而啓用。
車站啟用後不久，就存在臭味，並且遲遲未能解決。

## 車站結構
本站為地下三層車站，側式站台設計，東西站廳則分別設立於站台兩端，其中東站廳連接拜沃德市場，而西站廳則連接麗都中心。

## 站內藝術
本站內包含兩件藝術品：由吉納維芙·卡迪（英語：Geneviève Cadieux）所創作的位於站廳之間俯瞰站臺的玻璃幕畫「流綫/斑點」（英語：FLOW/FLOTS），以及由吉姆·弗伯格（英語：Jim Verburg）所設計的位於樓道旁的壁畫「要達到的形狀」（英語：The shape this takes to get to that）。
此外，在連接麗都購物中心出口和站廳之間的走廊上有一處名爲「45|75走廊」（[] 错误：{{Lang-xx}}：拉丁字母轉寫（帮助））的展示區，其展覽了整條1號線上所有的藝術品靈感與思路。

## 車站樓層
| 地面層          | 街道 麗都中心               | 出入口                 |
| 地下一層        |                             | 緩衝平台               |
| 地下二層 站廳層 | 站廳                        | 自動售票機、進出站閘機 |
| 地下三層 站台層 | 側式站台，右側開門          | 側式站台，右側開門     |
| 地下三層 站台層 | 1號線往特尼牧場（國會）     |                        |
| 地下三層 站台層 | 1號線往布萊爾（渥太華大學） |                        |
| 地下三層 站台層 | 側式站台，右側開門          |                        |

## 出口
| 北出口     | 威廉街（英語：William St）                        | 拜沃德市場                                                       | 5 6 7 12 14 15 17 18 N57 N61 N75 114 |  |
| 南出口     |                                         | 麗都中心 邵氏中心                                                | 9                                    |  |
| 西出口     | 麗都街（英語：Rideau St） 蘇塞克斯大道（英語：Sussex Drive） | 加拿大國會山莊 國家戰爭紀念碑 火花街 麗都運河 加拿大國家藝術中心 | 9                                    |  |
| 無障礙出口 | 麗都街（英語：Rideau St）                        | 麗都中心 邵氏中心                                                | 6 9 Para                             |  |
| 註： 設有  |                                         |                                                                  |                                      |  |

## 外部鏈接
- 站臺網站（英文）（页面存档备份，存于）